# Теохарис Кункас
Теохарис Кункас, известен като капитан Гидиотис (на гръцки: Θεοχάρης Κούγκας, καπετάν Γηδιώτης), e македонски грък, капитан на гръцка андартска чета в Ениджевардарско.

## Биография
Роден е в 1870 година в урумлъшката паланка Гида, която тогава е в Османската империя, днес Александрия, Гърция, в семейството на Петрос и Елисавет. Занимава се с внос на животни от Гърция. В 1897 година кметът на Петрото Николаос му възлага преноса на оръжие и амуниции за Македония. Кункас пренася оръжието от Периволи във Фтиотида до Клиди в къщата на Ракос. Първоначално е четник при Мороянис, Емануил Кацигарис и Стойко.
В началото на XX век участва в гръцката акция срещу българските чети в района на Ениджевардарското езеро и заедно с Георгиос Перифанос (Дзолас) създава като гръцка база колибата Кунка в югозападния край на езерото. Четата на Кункас е съставена от урумлъчани (румлукиоти). Подпомага Константинос Буковалас (капитан Петрилос). По-късно заедно с критянина капитан Емануил Кацигарис, пристигнал в блатото през ноември 1904 година, участва в много сражения с български чети. По-късно четата му действа в района на воденските села Владово и Техово. На 27 ноември 1904 година четата на Кункас се сблъсква с българска чета при мъгленското село Саракиново. След четиричасова битка българите се оттеглят. След това Кункас се връща в района на езерото, където действа с Петрилос и Гоно Йотов, като участва в тероризирането на селата Кърджалиево, Киркалово, Кангалич, Зорбатово, Саръчево и Постол и те са върнати насилствено към Цариградската патриаршия. Заедно с Гоно Йотов получават прякора „българоядци“ (Βουλγαροφάγοι).
Кункас убеждава Николаос Петрусис от Манастир да се върне на гръцка страна. В 1908 година четата на Кункас участва в сражението при Полчище, Мариово с войводата Стойко, който е ранен от четника Маркос. В битката загиват 5 гърци и 6 българи, като Кункас е ранен за пети път.
По време на Балканската война подпомага действията на Гръцката армия при овладяването на мостовете на Караазмак на 20 октомври 1912 година, при което е ранен за шести път. През Междусъюзническата война се сражава в битката при Кукуш и битката при Лахна, където е ранен за седми път. Носител е на орден за храброст.